# Ving Rhames
Ving Rhames, celým jménem Irving Rameses Rhames, (* 12. května 1959 New York) je americký herec. Herectví studoval na SUNY Purchase. Právě zde dostal od dalšího studenta Stanleyho Tucciho přezdívku Ving. Později docházel na Juilliard School. V roce 1984 poprvé vystupoval na Broadwayi. V roce 1994 ztvárnil postavu Marselluse Wallace ve filmu Pulp Fiction: Historky z podsvětí. Za svou kariéru hrál v desítkách dalších filmů, například Dlouhá cesta domů (1990), Con Air (1997) a Úsvit mrtvých (2004).